# The SpongeBob Movie: Sponge on the Run
The SpongeBob Movie: Sponge on the Run (titulada Bob Esponja: Un héroe al rescate en España y Bob Esponja: Al rescate en Hispanoamérica) es una película estadounidense de comedia y fantasía animada en 3D con escenas en imagen real basada en la serie animada de televisión Bob Esponja. Dirigida por el ex-escritor y ex-desarrollador de la serie Tim Hill, quien co-escribió el guion con Michael Kvamme, Jonathan Aibel y Glenn Berger, es el tercer largometraje basado en la serie, después de Bob Esponja: la película (2004) y Bob Esponja: Un héroe fuera del agua (2015), y el primer filme de la franquicia en ser completamente animado de forma estilizada en imágenes generadas por computadora (a diferencia de la primera cinta, la cual fue completamente animada en 2D, y de la segunda, en la que se mezcló animación 2D y CGI). El elenco de voz regular de la serie repitió sus respectivos papeles de la serie y de las películas anteriores, e incluye a nuevos personajes interpretados por Awkwafina, Snoop Dogg, Tiffany Haddish, Keanu Reeves, Danny Trejo, y Reggie Watts. La película sigue el origen de cómo Bob Esponja conoció a su mascota, Gary el caracol, y la búsqueda que este emprende para rescatarla luego de que fuese secuestrada. La película está dedicada al productor, animador y biólogo Stephen Hillenburg, creador y productor ejecutivo de la serie, quien falleció en 2018.
El desarrollo de una tercera película de Bob Esponja comenzó en abril de 2015, dos meses después del estreno de Un héroe fuera del agua. En enero de 2016, Aibel y Berger habían sido contratados para escribir la película, y para abril de 2018, Hill estaba a bordo como director. Hans Zimmer y Steve Mazzaro compusieron la música original de la película.
La película fue producida por Paramount Animation, Nickelodeon Movies y United Plankton Pictures con animación proporcionada por Mikros Image. Paramount Pictures tenía planeado el lanzamiento de la película para el 22 de mayo de 2020, pero debido a la pandemia de COVID-19 el estreno se pospuso al 7 de agosto del mismo año.  Sin embargo, su lanzamiento en cines fue cancelado en junio de 2020, y se lanzó en plataformas digitales a través de Paramount+ (Solo EE.UU.). Fue estrenada en la plataforma de Netflix el 6 de noviembre. La película se lanzó en Estados Unidos por video bajo demanda el 4 de marzo de 2021.

## Argumento
La película empieza en un documental sobre la Isla Bikini mostrando al arrecife que rodea Fondo de Bikini. Bob Esponja sigue un día normal junto a Gary haciendo varias actividades hasta el día siguiente donde Bob deja a Gary en casa para ir a trabajar. Mientras, en el Balde de Carnada Plankton trabaja en su nuevo plan para robar la fórmula de la kangreburguer, con la palabra de Karen quien le advierte sobre sus fracasos anteriores, argumentando que Bob Esponja es el responsable de todos ellos y no Don Cangrejo, a lo que Plankton hace caso omiso.
En el Crustáceo Crujiente todo transcurre como de costumbre, cuando llega Arenita junto a su nuevo invento para proponerle a Don Cangrejo un trato. El invento es un gerente de restaurante automatizado llamado Otto el cual tiene su misma actitud fría, así que Don Cangrejo lo acepta. Para su infortunio, Otto lo amenaza con despedirlo así que Don Cangrejo lo tira a la basura. Plankton lo encuentra y Karen lo adopta y se lo lleva. 
Durante la noche, después de que Bob Esponja se fuera, Plankton entra y escanea un trozo de una kangreburguer que Don Cangrejo había dejado anteriormente y logra imprimir la fórmula. Pero por culpa de Bob Esponja, quien regresa para buscar sus llaves, Plankton se lástima varias veces y pierde la fórmula en la freidora. 
Mientras en Atlantic City, el Rey Poseidón, el gobernante vanidoso y egoísta del mar, le pide a su canciller que le traiga un caracol para rejuvenecer una arruga con su baba. Sin embargo el caracol está seco, y dado que la población de caracoles está extinta, el Rey decreta que aquella persona que le traiga un caracol será recompensada. Plankton ve un anuncio de esto e idea un plan para vengarse de Bob: entregar a Gary al Rey Poseidón para hacer que lo siga hasta Atlantic City.
Por la noche, Bob Esponja regresa de trabajar y al no encontrar a Gary se pone como loco y lo busca por toda la ciudad sin descanso. Más tarde en su casa, Bob recuerda entristecido la vez que conoció a Gary en un campamento hasta que Patricio llega y le muestra el cartel de Poseidón después de una charla, y decidido a buscar a Gary él y Patricio van de viaje a Atlantic City. En la mañana al salir de su casa Plankton los intercepta y les ofrece a Otto para que los lleve donde Gary, así que los dos aceptan sin saber lo que Plankton trama. Así comienza su viaje a Atlantic City, con alguno que otro tropiezo en el camino.
Mientras tanto en el Crustáceo Crujiente la gente se amotina y destroza el lugar debido a que Bob Esponja no está para cocinar, a pesar de los intentos de Calamardo y Don Cangrejo para frenarlos, el restaurante es destruido. Ya lejos, Bob y Patricio se encuentran en la superficie por el desierto y llegan a un pueblo abandonado. Al bajarse Otto sigue malas instrucciones de Patricio y se marcha, luego una planta rodadora los golpea y revela la cara de un hombre dentro, quien resulta ser un espíritu que se hace llamar "el sabio". Él les dice que están en un sueño y que deben superar una misión especial antes de seguir con su búsqueda. Él les entrega una "moneda del desafío", la cual tiene el poder de hacer  desaparecer la cobardía, y los invita a entrar a una cantina sin haber terminado de decirles lo que deben hacer. Dentro del salón se dan cuenta de que la cantina está embrujada por "vaqueros piratas caníbales zombies" quienes al parecer están maldecidos, así que su misión es liberarlos. Sin embargo, para hacerlo, deben enfrentarse a su líder, un fantasma llamado "el Diablo Siniestro", quien llega al bar después de que los zombies hagan un baile al ritmo de 
Snoop Dogg. 
Él aprisiona a Bob Esponja y Patricio y los confronta en su oficina por haber invadido su cantina, luego los ataca y acorrala frente a unas cortinas. Accidentalmente, ambos se distraen por la tela de la cortina y la abren repetidas veces haciendo que los rayos del sol cubran al Diablo y lo desintegran. Ellos se van sin levantar sospechas, pero los fantasmas les agradecen por haberlos liberado y sus espíritus se van. El Diablo regresa a la vida y los persigue después de que Otto regresa y los recoge, pero logran escapar. Luego Otto los despierta y se dan cuenta de que sí era un sueño.
Ellos ven el reflejo del sabio en el retrovisor y les muestra la "ventana del mientras tanto", una ventana capaz de mostrar lo que sucede en otro lugar simultáneamente. En ella logran apreciar a Gary siendo escoltado por el canciller hasta Poseidón, quien lo usa para quitar la arruga y le advierte que si se queda sin baba lo pondrá a trabajar como esclavo junto con los demás caracoles secos. 
De vuelta en Fondo de Bikini, Plankton llega al Crustáceo Crujiente en ruinas y encuentra a un deprimido Don Cangrejo. Plankton le reclama la fórmula y Don Cangrejo la entrega sin oposición y le pide que se lleve todo. Plankton confundido se va del lugar enojado después de que Don Cangrejo comente que sin Bob Esponja no es lo mismo. En Atlantic City, el sabio le dice a Bob y Patricio que no se distraigan por las maravillas hipnotizantes de la ciudad. Sin embargo, ambos se distraen con todo haciendo un gran recorrido, que termina con el sabio abandonándolos después de encontrarlos tirados por no haberlo escuchado. Ahora a su suerte llegan al palacio de Poseidón y se cuelan en una presentación donde él tiene a Gary, ellos interrumpen el espectáculo y tratan de llevárselo, pero Poseidón lo impide y los guardias los capturan. 
En Fondo de Bikini, Arenita llega al Crustáceo Crujiente después de no encontrar a Bob Esponja en su casa, y confronta a Calamardo y Don Cangrejo hasta que Bob y Patricio aparecen en las noticias por el escándalo con el Rey, donde en pocas horas serían ejecutados por tratar de recuperar a Gary. Decididos a rescatarlos abordan el Kangremóvil mejorado y se van a Atlantic City con Plankton, quien decide ir para que todo regrese a la normalidad admitiendo que fue por su culpa.
En la prisión del castillo Bob y Patricio tienen una discusión por lo sucedido y por haber gastado la "moneda del desafío" en un juego de apostar, cosa de la que ambos se culpan a pesar de haber sido culpa de los dos. El sabio llega a la prisión y le dice a Bob que la moneda no tenía poderes y que era cosa de él encontrar la valentía en su viaje antes de irse. Más tarde en el juicio, Bob se entera de que Patricio hizo un trato con el canciller y este sería libre si probaba que él era culpable. El juicio empieza y rápidamente Bob es declarado culpable, Poseidón ordena al verdugo real que lo mate, y antes de que pueda hacerlo sus amigos interrumpen y piden dar su opinión para que no lastimen a Bob Esponja. 
Todos ellos, incluso Calamardo, toman la palabra y en cada argumento cuentan sus experiencias que vivieron con Bob en el mismo campamento y como él los incito y les dio confianza para cumplir sus sueños, ganándose la gratitud del público. Luego cantan y bailan sobre Bob Esponja y lo especial que es para ellos distrayendo al público y al Rey, acto que aprovechan para llevarse a Gary y cambiarlo por uno falso. Cuando Poseidón se da cuenta ordena a los guardias atraparlos y la pandilla escapa de ellos pasando por todo el castillo, solo para ser acorralados de nuevo en la entrada después de que Otto los vuelve a dejar. Poseidón los confronta pero para su sorpresa amablemente los perdona de los cargos por haberlo divertido, con una condición: que Bob entregué a Gary y jamás vuelva a buscarlo.
Sin embargo, recordando las palabras del sabio, Bob gana confianza y  rehusa a entregarlo, argumentando que sus amigos hicieron todo esto por él y que él lo entendería si tuviera amigos como ellos. Poseidón se ríe de esto y reclama que tiene muchos amigos, pero cuando todos los habitantes reunidos le demuestran lo contrario, él se entristece y llora porque no tiene amigos. Sin embargo, Bob Esponja le dice que él es su amigo y le recrimina por haber robado su caracol. Poseidón le dice que lo necesita por su apariencia y Bob le dice que no importa cómo se vea, sinó lo que hace por los demás.
Esto pone feliz a Poseidón y empieza a retirarse todos los arreglos de su cuerpo, revelando que su apariencia real es grotesca. Aun así, los demás lo aceptan como es y le da su gratitud a Bob Esponja permitiendo que conserve a Gary para ser feliz también, y de paso libera a los demás caracoles. El sabio se despide de Bob antes de esfumarse y todos regresan a Fondo de Bikini.
En las escenas finales se muestra que todos los habitantes tienen un caracol de los que Poseidón libero y conviven juntos entre todos, e incluso se muestra un cartel de población de caracoles debajo del letrero de Fondo de Bikini, terminando la película con la frase "En Memoria a Stephen Hillenburg" (Homenajeando al creador, fallecido en 2018)

## Reparto
| Personaje            | Actor de voz original     | Doblaje en Latinoamérica          | Doblaje de España    |
| -------------------- | ------------------------- | --------------------------------- | -------------------- |
| Bob Esponja          | Tom Kenny                 | Luis Carreño                      | Alex Saudinós        |
| Bob Esponja          | Antonio Raul Corbo (niño) | Mauricio Gutiérrez (niño)         | Iván Saudinós (niño) |
| Patricio Estrella    | Bill Fagerbakke           | Alfonso Soto                      | César Díaz Capilla   |
| Patricio Estrella    | Jack Gore (niño)          | Sergio Barberi (niño)             | Álvaro Balas (niño)  |
| Calamardo Tentáculos | Rodger Bumpass            | Renzo Jiménez                     | Alberto Closas Jr.   |
| Calamardo Tentáculos | Jason Maybaum (niño)      | Leo Garduza (niño)                | Álvaro Rubio (niño)  |
| Don Cangrejo         | Clancy Brown              | Luis Pérez Pons                   | Luis Grandío         |
| Arenita Mejillas     | Carolyn Lawrence          | Lileana Chacón                    | Montse Herranz       |
| Arenita Mejillas     | Presley Williams (niña)   | Ananda García (niña)              | Lucía Balas (niña)   |
| Sheldon J. Plankton  | Doug Lawrence             | Ángel Mujica                      | Juan Rueda           |
| Gary el caracol      | Tom Kenny                 | Tom Kenny                         | Tom Kenny            |
| Sabio                | Keanu Reeves              | René García                       | Sergio Zamora        |
| Poseidón             | Matt Berry                | Idzi Dutkiewicz                   | Mario Vaquerizo      |
| Canciller            | Reggie Watts              | Mauricio "El Diablito" Barrientos | Paco Vaquero         |
| El Diablo            | Danny Trejo               | Miguel Ángel Ghigliazza           | Pedro Tena           |
| Otto                 | Awkwafina                 | Mario Aguilar                     | Alaska               |
| Tiffany Haddock      | Tiffany Haddish           | Michelle Rodríguez                | Gemma Martín         |
| El jugador           | Snoop Dogg                | Manuel Campuzano                  | ¿?                   |
| Perca Perkins        | Dee Bradley Baker         | Miguel Ángel Ruiz                 | Jorge Saudinós       |
| Karen                | Jill Talley               | Karina Altamirano                 | Alejandra Torray     |
| Señora Puff          | Mary Jo Catlett           | Kerygma Flores                    | ¿?                   |
| Narrador del Inicio  | Tim Hill                  | Eduardo Tejedo                    | Gabriel Jiménez      |
| Narrador Francés     | Tom Kenny                 | Alejandro Orozco                  | Flain Conesa         |
| Sally                | ¿?                        | Betzabé Jara                      | ¿?                   |
| Brett                | ¿?                        | ¿?                                | ¿?                   |
| Croupier             | Veronica Alicino          | Beto Castillo                     | Rafa Romero          |
| Insertos             | N/A                       | Enrique Perera                    | ¿?                   |

## Producción

### Desarrollo

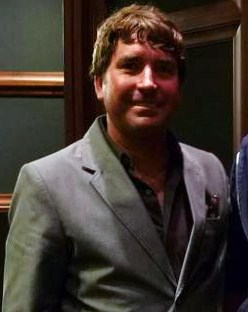
Se ha confirmado que The SpongeBob Movie: Sponge on the Run es la primera película sin la participación del creador de Bob Esponja Stephen Hillenburg, debido a que el creador falleció en 2018

En una entrevista en febrero de 2015 discutiendo sobre la película de Bob Esponja: Un héroe fuera del agua y su éxito en la taquilla, Megan Colligan, presidente de distribución mundial y marketing de Paramount Pictures, indicó la posibilidad de que una tercera película era 'una buena apuesta.' En otra entrevista, el vicepresidente de Paramount, Rob Moore, comentó: "Con suerte, no tomará 10 años para hacer otra película", en referencia al tiempo transcurrido entre Bob esponja la película (2004) y su secuela del año 2015. Más tarde, en ese año, se reveló que Paramount estaba desarrollando secuelas de sus franquicias, incluida otra película de Bob esponja.
Vincent Waller, quien ha trabajado en la serie de televisión pero no estuvo involucrado con la película, anunció en agosto de 2015 que la película estaba en preproducción. Waller dijo que la película sería en su mayoría en 2D. También confirmó que el equipo del programa no estaría trabajando en la película, aunque luego confirmó que el exescritor de Bob Esponja, Aaron Springer, sería el jefe de la historia, mientras que el exescritor Zeus Cervas crearía guiones gráficos. La película estaba inicialmente programada para estrenarse en el año 2019, antes de retrasarse hasta 2020. Para enero de 2016, Jonathan Aibel y Glenn Berger habían sido elegidos para escribir la película.
En marzo de 2017, el presidente de Paramount, Marc Evans, anunció que el estudio trabajaría en estrecha colaboración con Viacom en sus marcas de televisión, incluida la película de Bob Esponja. Durante el mismo mes, Yahoo! Entertainment declaró que la película se titularía The SpongeBob Movie.
En abril de 2018, el título oficial de la película se reveló como The SpongeBob Movie: It's a Wonderful Sponge, y el exescritor de Bob Esponja Tim Hill fue anunciado como director y escritor de la película. Más tarde en el año se informó que la película sería escrita por Aibel, Berger y Michael Kvamme. El elenco principal: Tom Kenny, Bill Fagerbakke, Clancy Brown, Lawrence, Rodger Bumpass, Carolyn Lawrence, Jill Talley, Mary Jo Catlett y Lori Alan, se espera que todos repitan los roles como sus respectivos personajes de la serie y las películas. En octubre de ese año, en la conferencia VIEW en Turín, Italia, la presidenta de Paramount Animation, Mireille Soria, reveló la trama de la película, en ese tiempo conocida como The SpongeBob Movie: It's a Wonderful Sponge. Hans Zimmer también fue anunciado como el compositor de la película, mientras que Mikros Image, con sede en París y Montreal, manejaría la animación de la película, que se crearía completamente a través de gráficos por computadora.
El 12 de junio de 2019, se anunció que Reggie Watts y Awkwafina se agregaron al elenco, con Cyndi Lauper y Rob Hyman (quien también escribió una canción para The SpongeBob Musical) escribiría canciones originales para la película. También se anunció que Mia Michaels estaría coreografiando y Ali Dee agregaría una canción original para la película.
Al día siguiente, Snoop Dogg anunció en Jimmy Kimmel Live! que él estaría en la película.
El 12 de noviembre de ese mismo año, se reveló que el título se cambió de It's a Wonderful Sponge a Sponge on the Run.

### Rodaje
El 23 de enero de 2019, se confirmó que la producción de la película había comenzado oficialmente. Al igual que sus predecesores, la película incluirá secuencias de acción en vivo. Larry Fong es el director de fotografía líder de la película.

## Lanzamiento
La película de The SpongeBob Movie: Sponge on the Run estaba programada para ser lanzada el 22 de mayo de 2020 por Paramount Pictures, sin embargo la fecha de lanzamiento se pospuso al 31 de julio del mismo año debido a la pandemia de COVID-19. Inicialmente se fijó para el 9 de febrero de 2019, pero la película se retrasó hasta el 2 de agosto de ese año, y luego nuevamente para el 22 de mayo de 2020, antes de pasar a su fecha de lanzamiento actual. El 30 de julio de 2020, Netflix anuncio su fecha de estreno para el 5 de noviembre de 2020. 